# 10 w skali Richtera
10 w skali Richtera (tyt. oryg. Richter 10) – powieść science fiction z 1996 roku autorstwa Arthura C. Clarke’a i Mike’a McQuaya, dotycząca prognozowania trzęsień ziemi z kilkumiesięcznym bądź kilkuletnim wyprzedzeniem, a ostatecznie usunięcia ich na zawsze z ziemi poprzez zatrzymanie wszelkiej aktywności tektonicznej.
Tytuł książki jest odniesieniem do skali Richtera określającą wielkość trzęsień ziemi.